# Гурбич Анатолій Олександрович
Анатолій Олександрович Гурбич (нар. 12 травня 1938) — радянський футболіст, воротар.

## Життєпис
Розпочинав кар'єру в дублі київського «Динамо» в 1956-1957 роках. Наступні три сезони провів в армійських командах Києва (1958, клас «Б»), Москви (1959, клас «А») та Одеси (1960, клас «Б»). У складі ЦСК МО провів єдиний матч, 9 травня 1959 року на виїзді проти «Зеніту» замінив Станіслава Басюка. З 1961 року грав за одеський «Чорноморець». У 1963 році перейшов в «Авангард» (Харків), в 16 матчах чемпіонату пропустив 20 м'ячів. У 1964-1967 роках грав за СКА (Київ), провів 126 поєдинків.
Завершив кар'єру в 1967 році після того, як був звільнений з команди й армії. Після матчу, програного СКА карагандинському «Шахтарю» 1:3, за однією з версій, у Гурбича в літаку були вкрадені 7 тисяч рублів, за іншою — у нього випадково були знайдені 600 рублів. Розслідування, що проводилося військовою прокуратурою, встановило, що ці гроші він отримав від «Шахтаря». Інцидент був описаний в фейлетоні «Чужий в воротах» А. Суконцева та І. Шатуновського в номері газети «Правда» 26 листопада.